# 介入通貨
介入通貨（かいにゅうつうか）とは経済学用語の一つ。これは国家の通貨当局が外国為替市場に介入する際に使用する通貨のことである。外国為替市場においては協定で為替相場を一定の範囲に定めることが義務付けられている。このことから通貨当局は自国通貨の為替相場が下落した際には介入通貨で買支えを行い、自国通貨の為替相場が上昇した際には自国通貨を売って介入通貨を取得するという操作を行い、相場を形成してきた。